# Rafael Heredia
Rafael Heredia Estrella, detto Caballo (Città del Messico, 19 febbraio 1937 – Città del Messico, 28 gennaio 2021), è stato un cestista messicano.

## Carriera
Con il Messico ha disputato due edizioni dei Mondiali (1963, 1967), due dei Giochi olimpici (1964 e 1968), oltre ai Giochi panamericani 1967 in cui ha conquistato l'argento.